# 北游录
北游录，明朝人谈迁所撰杂著笔记。
顺治十年（1653年），谈迁为补正《国榷》一书，应弘文院编修朱之赐之聘赴北京，之后将记录顺治十年（1653年）至十三年（1656年）在北京期间所写的诗文、日记及游历见闻合编成书，故名《北游录》。全书共9卷。包括《纪程》二卷，为实地调查记录；《纪邮》二卷，为在京日记；《纪闻》二卷，为见闻杂记；前三部分为26万余字，1212条；《纪咏》二卷，收诗作三百零二首；《纪文》一卷，收文章四十一篇。各卷皆有细目。其中“纪闻下”载录有满族风俗、史事以及八旗制度诸条。有平湖葛氏传朴堂旧藏抄本、北京图书馆藏抄本、邓之诚藏抄本、中华书局铅印本。1960年中华书局出版汪北平据邓之诚所藏抄本及北京图书馆所藏抄本互校断句之排印本。